# Beutersitz

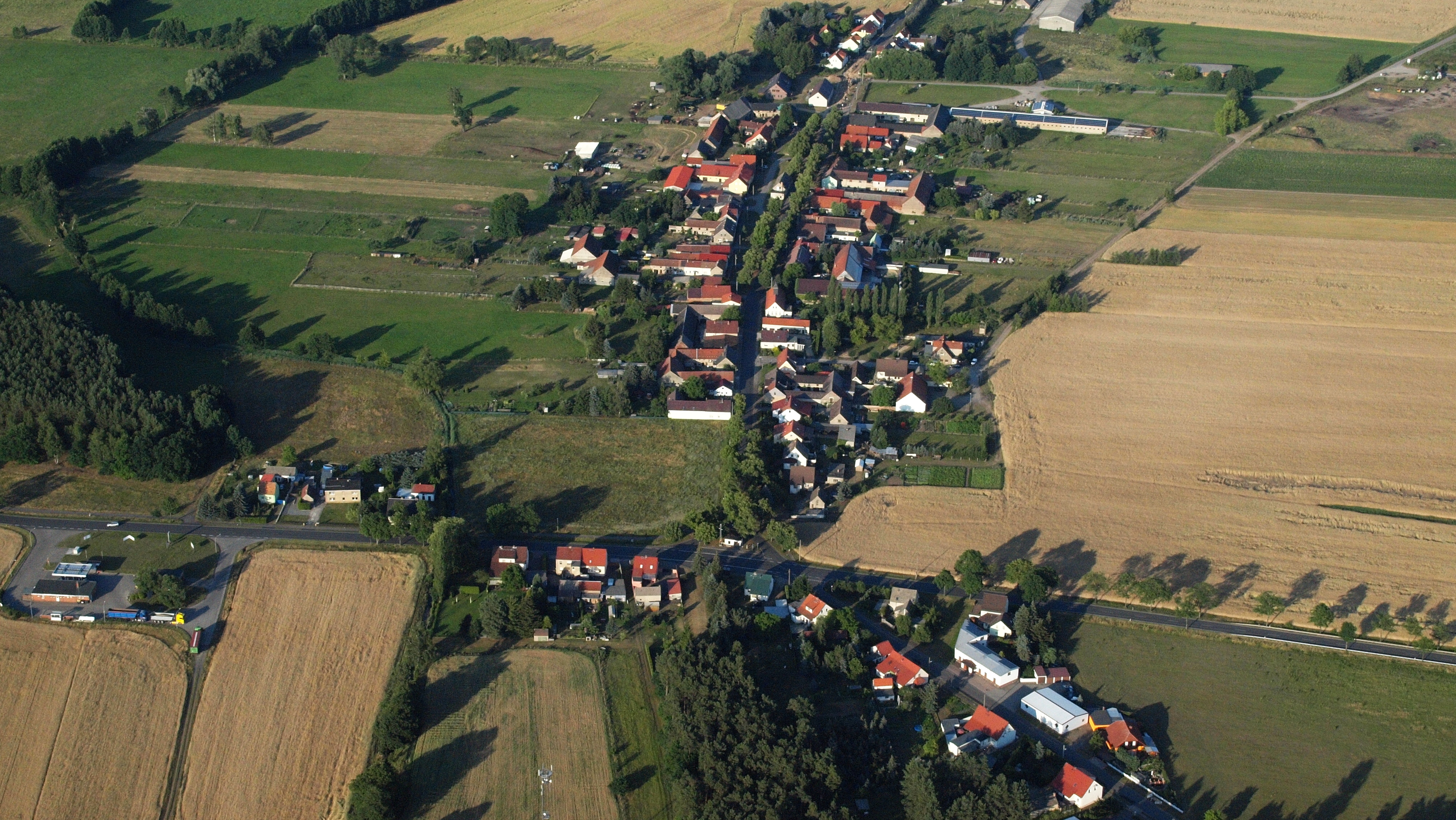
Beutersitz, Luftaufnahme (2015)

Beutersitz war bis 1998 eine eigenständige Gemeinde. Seit dem 27. September 1998 ist es ein Ortsteil der Stadt Uebigau-Wahrenbrück. Von 1952 bis 1993 gehörte Beutersitz zum Kreis Bad Liebenwerda.

## Geographische Lage
Beutersitz liegt nördlich der Stadt Wahrenbrück an der Fernverkehrsstraße B 101.
Westlich des Ortes fließt die Schwarze Elster.
Beutersitz hat die Ortsteile: Beutersitz (Ort), Beutersitz (Bahnhof) und Beutersitz (Neumühl).

## Geschichte

Beutersitz auf einer geschichtlichen Karte des Kreises Liebenwerda (1910).

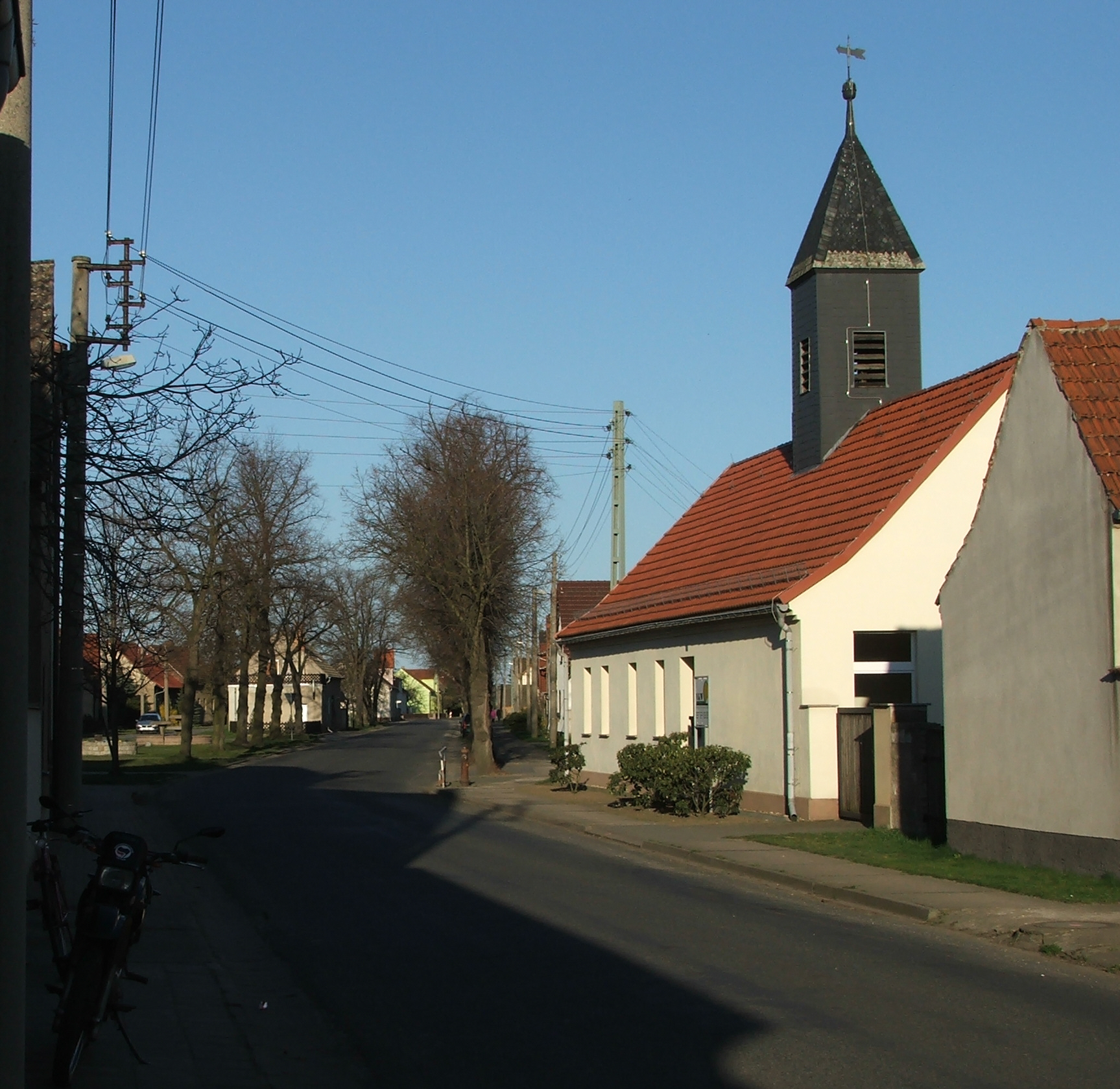
Beutersitz

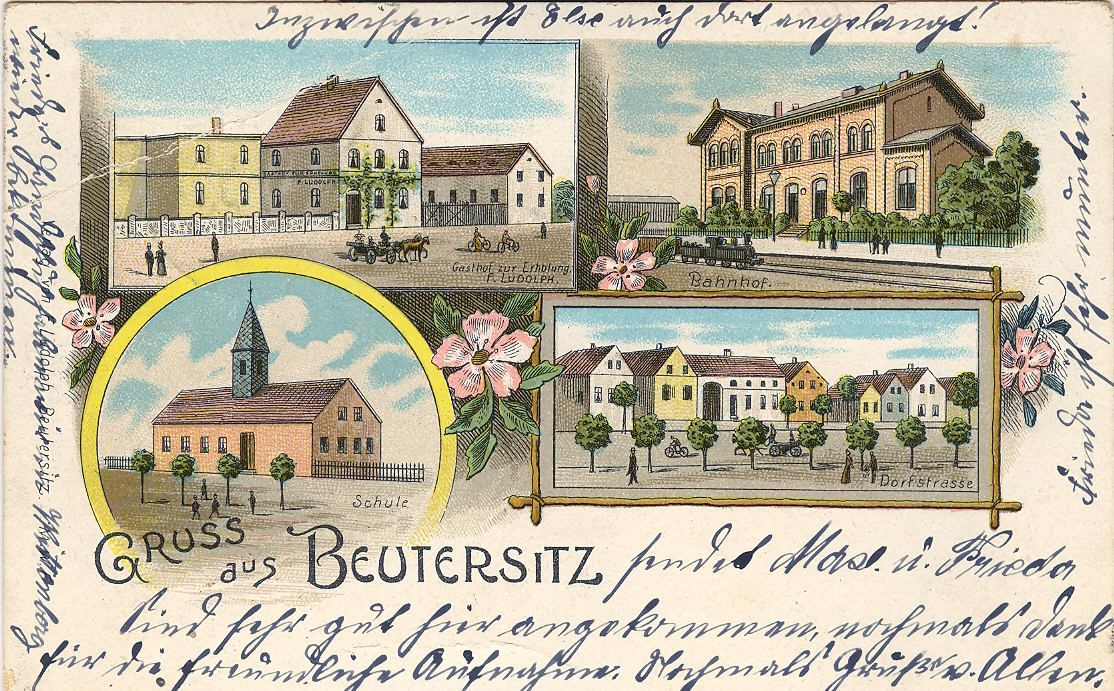
Beutersitz um 1900

1300/1311 wird der Ort als Bitirscheit bezeichnet. Der Name bedeutet „bei der Grenze gelegen“. Er hatte Mahlfreiheit in den Mühlen zu Wahrenbrück. Beutersitz war Ileburgischer Besitz und wurde 1384 mit der Herrschaft Wahrenbrück an die Herren v. Köckeritz verpfändet.
1423 war das Dorf im Besitz der Familie Freiberg, die den Ort von Rodolf v. Sachsen erworben hatte. Später kaufte es Hans von Gleichen und nach ihm besaß es Baltasar von Harras. 1485 kam es an die Familie Mönch auf Martinskirchen. Im Jahre 1504 stand noch eine Kapelle auf einer zum Dorf gehörenden Wiese an der Elster.
Im Jahr 1558 verkaufte Friedrich von Holda die sogenannten Dritthalbdörfer Beutersitz, Theisa und Prestewitz an Siegmund von Brandenstein, welcher aus Neudeck.
1591 kaufte Sigmund von Brandenstein das Dorf, das zuvor im sächsischen Amt Liebenwerda lag und eine Kirchenfiliale von Wahrenbrück war. Wohl im 16. Jahrhundert fiel Beutersitz wieder an das Amt Liebenwerda zurück, mit dem es 1815 an das Königreich Preußen gelangte.
1835 zählte das Dorf 21 Wohnhäuser mit 128 Einwohnern. An Vieh wurden 30 Pferde, 171 Stück Rindvieh, 257 Schafe und 52 Schweine gezählt.
Mit Beginn der Industrialisierung fanden viele Einwohner Arbeit in den umliegenden Kohlegruben. Mit der Errichtung des Beutersitzer Bahnhofs 1871 an der nördlichen Grenze des Ortes zu Langennaundorf an der Bahnstrecke Halle–Cottbus–Guben, konnten zahlreiche Erzeugnisse der Kohlegruben befördert werden. Die elektrifizierte Bahnverbindung von Leipzig/Halle nach Cottbus wird von der Regionalbahnlinie RB 43 Falkenberg (Elster) – Cottbus hier als Haltepunkt bedient.

### Einwohnerentwicklung
Die größten Einwohnerzahlen für Beutersitz wurden in den 1970er und 1980er Jahren mit mehr als 350 registriert.
- 1589: 18 „besessene Mann“, eigener Dingstuhl und freies Erbrichtergut
- 1672: 3 wüste Güter mit 18 „besessenen“ Männern und 13 Hufen.
- 1816: 097 Einwohner
- 1910: 269 Einwohner
- 1929: 270 Einwohner
- 1933: 272 Einwohner
- 1939: 306 Einwohner
- 1992: 339 Einwohner
- 1993: 334 Einwohner
- 1994: 345 Einwohner
- 1995: 320 Einwohner
- 1996: 328 Einwohner
- 2007: 331 Einwohner
- 2016: 254 Einwohner[7]
- 2019: 233 Einwohner[8]

## Politik
Ortsbürgermeister von Beutersitz ist Ronny Laake.